# Richard Rabasa
Richard Rabasa (ur. 5 lipca 1931 w Bois-d’Amont, zm. 19 lutego 2011 w Montrealu) – francuski skoczek narciarski, uczestnik Zimowych Igrzysk Olimpijskich 1956.
Wystartował w konkursie zimowych igrzysk olimpijskich w skokach narciarskich w 1956 roku i zajął w nim 46. miejsce po skokach na 84,5 oraz 83 metry.